# Ranunculus subcarpaticus
Ranunculus subcarpaticus är en ranunkelväxtart som beskrevs av Sóo. Ranunculus subcarpaticus ingår i släktet ranunkler, och familjen ranunkelväxter. Inga underarter finns listade i Catalogue of Life.